# Aleksej Aleksejevič Gubanov
Aleksej Aleksejevič Gubanov (rusko Алексей Алексеевич Губанов), sovjetski vojaški pilot in letalski as, * 12. marec 1918, Moskva, † 1982.
Gubanov je v svoji vojaški karieri dosegel 28 samostojnih in 9 skupnih zračnih zmag.

## Življenjepis
Leta 1938 je končal Borisoglebsko vojnoletalsko šolo.
Sodeloval je v zimski in drugi svetovni vojni (v slednji je bil pripadnik 111. gardnega lovskega letalskega polka).
Na letalih LaGG-3, La-5 in La-7 je opravil 550 bojnih poletov in bil udeležen v 105 zračnih bojih.

## Odlikovanja
- heroj Sovjetske zveze (24. avgust 1943)
- red Lenina
- red rdeče zastave (2x)
- red Aleksandra Nevskega
- red domovinske vojne 1. stopnje (2x)
- red rdeče zvezde (3x)